# Platypalpus chillocotti
Platypalpus chillocotti är en tvåvingeart som beskrevs av Chvala 1981. Platypalpus chillocotti ingår i släktet Platypalpus och familjen puckeldansflugor. Inga underarter finns listade i Catalogue of Life.